# 朝雾站 (兵库县)
朝霧站（日语：／ Asagiri eki */?）是一個位於兵庫縣明石市朝霧南町一丁目、屬於西日本旅客鐵道（JR西日本）山陽本線的鐵路車站。車站編號為JR-A72。位於「JR神戶線」的愛稱路段內。

## 車站結構
只限電車線有島式月台1面2線的地面車站。由於沒有轉轍器與絕對信號機，被分類為停留所。月台與站舍設有樓梯，和上行扶手電梯及升降機。
直營站（西明石站的被管理站）。屬都市網絡範圍，因此可使用ICOCA及IC卡。

### 月台配置
| 月台 | 路線     | 方向 | 目的地                 |
| ---- | -------- | ---- | ---------------------- |
| 1    | JR神戶線 | 上行 | 三之宮、尼崎、大阪方向 |
| 2    | JR神戶線 | 下行 | 西明石、姬路方向       |

## 使用情況
根據「兵庫縣統計書」，2018年（平成30年）度1日平均上車人次為16,069人。
近年1日平均上車人次如下表。
| 年度   | 1日平均 上車人次 |
| ------ | ---------------- |
| 1999年 | 18,235           |
| 2000年 | 18,146           |
| 2001年 | 17,906           |
| 2002年 | 17,406           |
| 2003年 | 17,295           |
| 2004年 | 17,065           |
| 2005年 | 17,096           |
| 2006年 | 17,500           |
| 2007年 | 17,468           |
| 2008年 | 17,423           |
| 2009年 | 17,021           |
| 2010年 | 16,998           |
| 2011年 | 16,803           |
| 2012年 | 16,994           |
| 2013年 | 17,255           |
| 2014年 | 16,821           |
| 2015年 | 17,098           |
| 2016年 | 16,808           |
| 2017年 | 16,697           |
| 2018年 | 16,069           |

## 車站周邊
明舞住宅區在本車站的北邊，故本站在早晚均有很多學生及上班族使用。而由於使用巴士來往本站的乘客很多，巴士到站時售票機常排長龍。車站南邊的大藏海岸有許多悠閒設施，故在夏天吸引了不少遊客。
其他周邊設施：
- 關西電力大藏谷變電站
- 明舞中央病院
- 國道2號
- 國道28號

## 相關事故
2001年7月21日明石煙花大會期間，由大藏海岸通往朝霧站的人行天橋發生踩踏事故，造成11人死亡（包括2名老人和9名兒童）。

## 相鄰車站
西日本旅客鐵道
 JR神戶線（山陽本線）
■新快速、■快速
通過
■普通
舞子（JR-A71）－朝霧（JR-A72）－明石（JR-A73）

## 外部連結
- 朝霧｜車站資訊：JR出門網 - 西日本旅客鐵道